# نهر غيلا
نهر غيلا هو نهر يبلغ طوله 649 ميلاً (1044 كم)، وهو أحد روافد نهر كولورادو الذي يتدفق عبر نيو مكسيكو وأريزونا في الولايات المتحدة. يصرف النهر مستجمعات المياه القاحلة لما يقرب من 60.000 ميل مربع (160.000 كيلومتر مربع) تقع بشكل أساسي داخل الولايات المتحدة، ولكنها تمتد أيضًا إلى شمال سونورا بالمكسيك.
عاش السكان الأصليون على طول النهر لما لا يقل عن 2000 عام، وأنشأوا مجتمعات زراعية معقدة قبل أن يبدأ الاستكشاف الأوروبي للمنطقة في القرن السادس عشر. ومع ذلك، لم يستقر الأمريكيون الأوروبيون بشكل دائم في مستجمعات المياه في نهر غيلا حتى منتصف القرن التاسع عشر.